# Lofoto
Lofoto var ett svenskt fotoföretag i Sundsvall. Företaget framkallade fotografier, både digitala och analoga. Företaget sålde förutom fotopåsar också film, kameror, fotokalendrar, tackkort och fototillbehör. Lofoto introducerade i början av 1980-talet PPP (PrisPressPåse). Den var förbetald för att hålla nere priset på distribution, framkallning och kopiering men med enhetspriset fick kunden å andra sidan betala även för misslyckade fotografier.
Grundaren Alf Jonsson inledde sin fotoverksamhet 1967 då han tillsammans med sin fru startade företaget FilmPak. Verksamheten växte snabbt och FilmPak bytte 1969 namn till Apport Foto. Vid mitten av 1970-talet byggdes Lofoto upp i det fördolda inför försäljningen av Apport Foto till Kungsfoto i Ånge.
I början av 1990-talet hade Lofoto 65 anställda och framkallade 1,3 miljoner filmrullar om året. Företagets miljöarbete uppmärksammades, och åren 1999–2003 fick Lofoto tidningen FOTO:s omnämnande som det bästa postorderlaboratoriet i Sverige.
Verksamheten minskade i takt med introduktionen av digital fotografi. Lofoto försattes i konkurs 5 juli 2019 vid Sundsvalls tingsrätt.